# بليسينغ أفريفا
بليسينغ أفريفا (مواليد 26 أكتوبر 2003) هي لاعبة سباقات مضمار وميدان إسرائيلية حصلت على الميدالية الذهبية في سباق 200 متر في بطولة العالم تحت 20 عام في 2022.